# Saulzet
Saulzet ist ein zentralfranzösischer Ort und eine Gemeinde (commune) mit 392 Einwohnern (Stand: 1. Januar 2022) im Département Allier im Norden der Region Auvergne-Rhône-Alpes. Sie gehört zum Arrondissement Vichy und zum Kanton Gannat. 

## Lage
Saulzet liegt in der Landschaft des Bourbonnais etwa 16 Kilometer westnordwestlich von Vichy. Umgeben wird Saulzet von den Nachbargemeinden Jenzat im Norden und Nordwesten, Le Mayet-d’École im Norden und Nordosten, Escurolles im Osten, Monteignet-sur-l’Andelot im Südosten, Gannat im Süden sowie Mazerier im Westen und Südwesten. 

## Bevölkerungsentwicklung
| Jahr                       | 1962 | 1968 | 1975 | 1982 | 1990 | 1999 | 2006 | 2011 | 2018 |
| Einwohner                  | 337  | 354  | 316  | 312  | 340  | 330  | 335  | 359  | 385  |
| Quellen: Cassini und INSEE |      |      |      |      |      |      |      |      |      |

## Sehenswürdigkeiten
- Kirche Saint-Julien aus dem 12. Jahrhundert
- Schloss Beauverger aus dem 15. Jahrhundert, Monument historique seit 1929

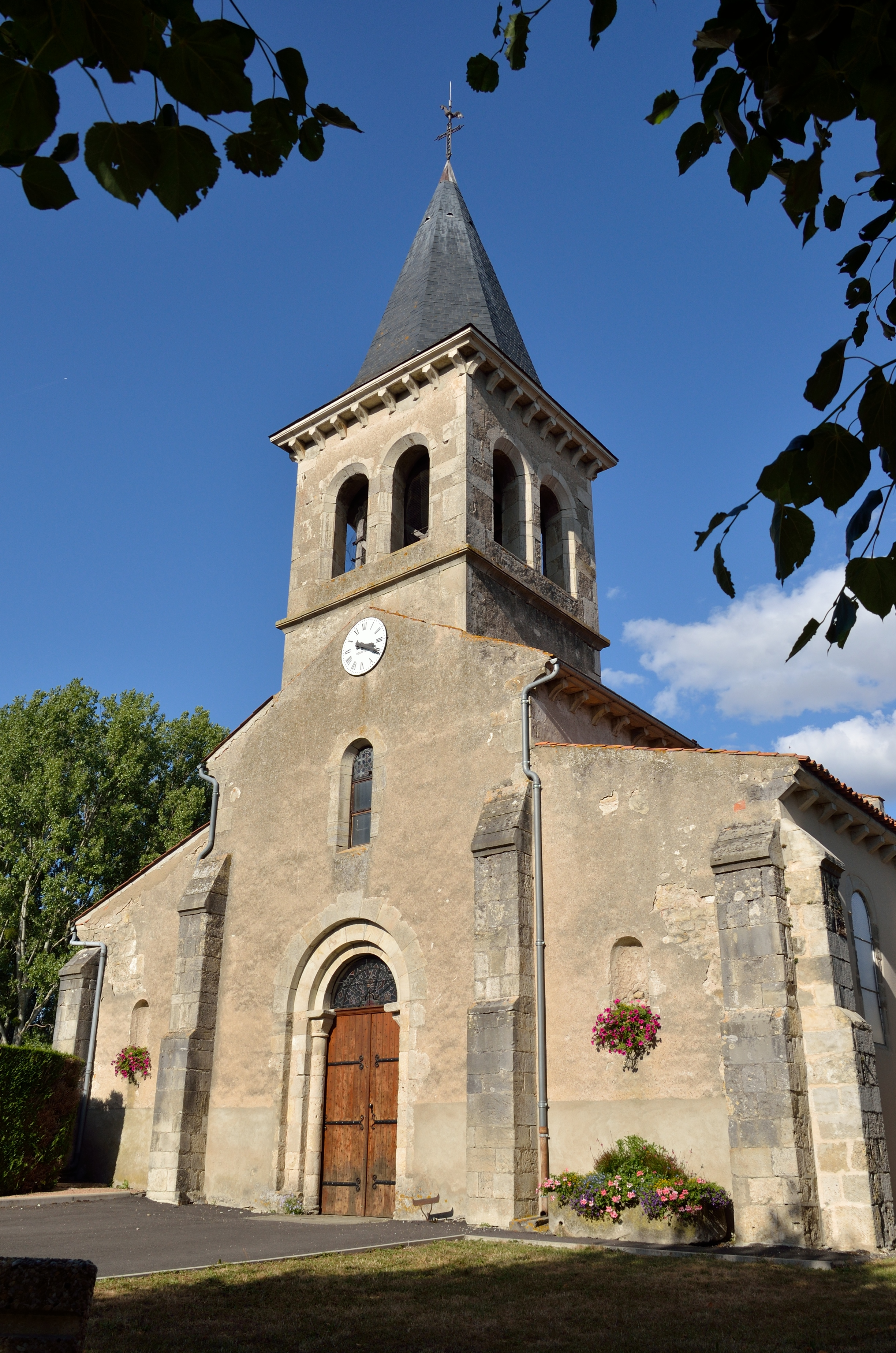
Kirche Saint-Julien
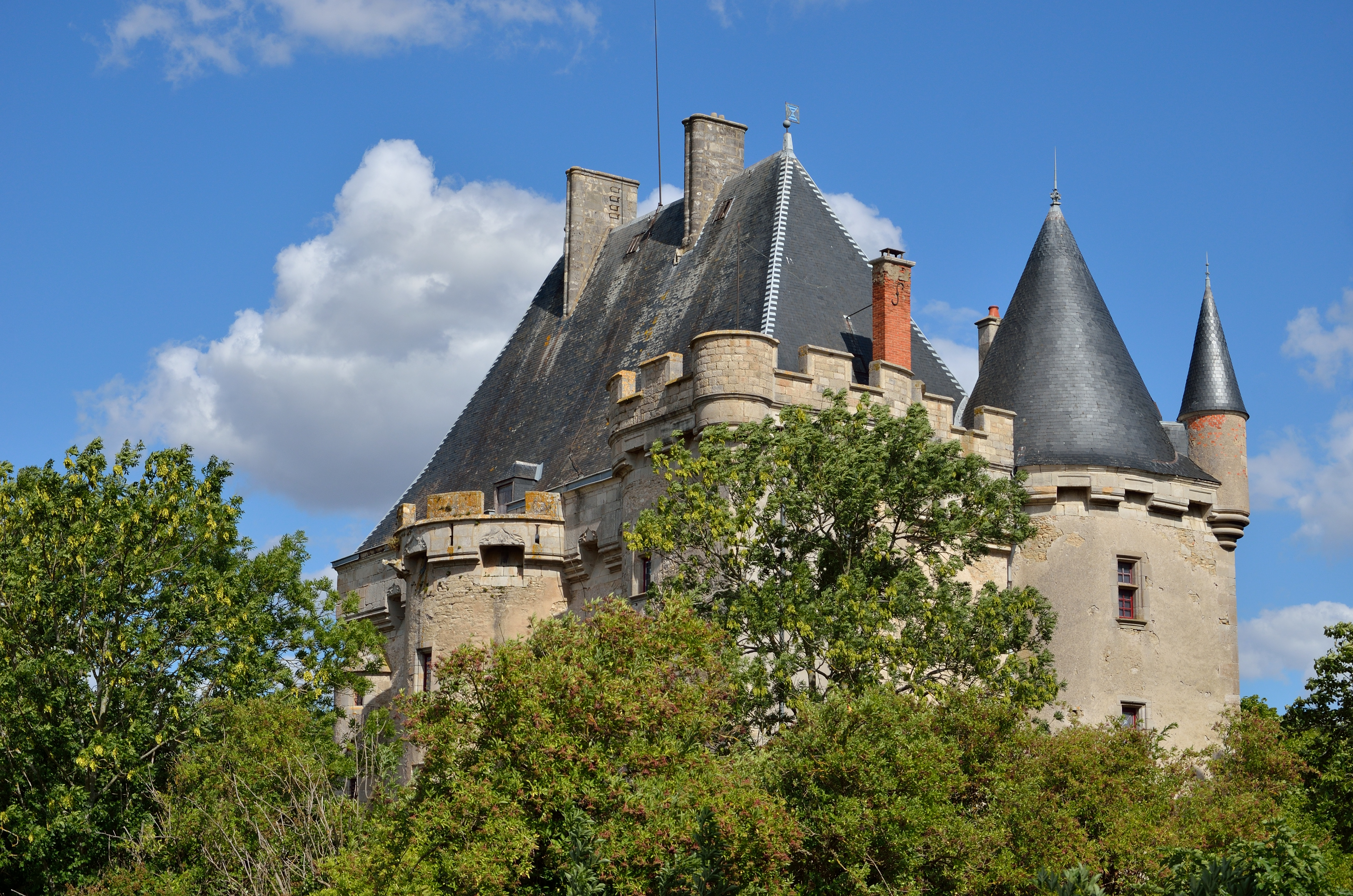
Schloss Beauverger